# Josep Lluís Martí i Soler
Josep Lluís Martí Soler (Palma, 28 d'abril de 1975), és un futbolista retirat mallorquí. Actualment és entrenador de futbol.
Com a jugador ocupava la posició de volant, encara que alguna vegada també va jugar de defensor. Es va retirar l'any 2015.

## Trajectòria futbolística

### Com a futbolista
Va començar la seva carrera esportiva en els escalafons inferiors del Reial Mallorca, arribant al primer equip a la temporada 1999/2000. Com que no aconseguí assentar-se en la primera plantilla va passar a la temporada 2000/2001 al CD Tenerife, en el qual va estar tres temporades aconseguint un ascens a primera divisió.
Llavors va arribar al Sevilla FC a la temporada 2003-2004, procedent del Club Deportivo Tenerife. Des de la seva arribada al club, va ser titular indiscutible a les files de Caparrós, per a més tard tornar a repetir història amb Juande Ramos i Manolo Jiménez. Va coincidir en l'època daurada d'aquest club sevillà. És un futbolista treballador i constant. Aquest treball que realitza, es va veure culminat l'any 2006 pels dos títols obtinguts pel Sevilla: La Copa de la UEFA i la Supercopa d'Europa, així com el títol de millor equip de l'any 2006. Era un dels capitans de l'equip. Els aficionats sevillistes li tenien tanta estima, que fins i tot, varen fundar una penya del club amb el seu nom.
Finalment, el 16 de gener de 2008 va anunciar oficialment la seva cessió per sis mesos a la Reial Societat amb una opció de compra per al club basc, que no exerciria.
El 21 de juliol del 2008 es presentà com a nou jugador del Reial Mallorca. Tornà així, a la seva casa, on va néixer i es va fer com a futbolista.

### Com a entrenador
L'entrenador balear va iniciar la seva carrera a les banquetes de les categories inferiors del RCD Mallorca, club en el qual es va formar com a futbolista i en el qual va tancar també la seva carrera professional.
La temporada 2015-16 li va arribar la trucada del CD Tenerife per a substituir a Raül Agné a la jornada 12. El 4 de novembre de 2015, va començar la seva trajectòria com a entrenador de l'equip. Uns bons resultats i una millora en el joc respecte al tècnic anterior, va permetre al conjunt de Tenerife sortir del descens i fins i tot, arribar a les últimes jornades amb opcions de disputar el play-off. Malgrat que això últim no va acabar per concretar-se, la seva gran tasca li va permetre renovar el seu contracte per una temporada més. En el seu segon curs a la banqueta de l'Heliodoro Rodríguez, Martí va portar als seus pupils a la promoció d'ascens després de superar un mal inici de campionat, però el Getafe CF va evitar que el conjunt insular tornés a l'elit. El 5 de juny de 2017 es va confirmar la seva renovació amb el Tenerife per a la temporada 2017-18. No obstant això, va ser destituït el 4 de febrer de 2018, després de sumar un sol punt en els 4 últims partits, deixant el Tenerife a la 13a posició després de 25 jornades.
El 8 d'abril de 2019, es va convertir en entrenador del Deportivo de la Corunya en substitució de Natxo González, fins al 30 de juny de 2019. Va aconseguir classificar a l'equip gallec a la promoció d'ascens a l'acabar la tamporada 6è a la Segona divisió. Va guanyar les semi-finals 4-2 i 0-1 contra el Málaga CF. A la final, a l'anada va guanyar 2-0 al Riazor, però a Son Moix perd 3-0 en Son Moix, a un gol de primera divisió. Al final d'aquesta temporada, Martí va deixar el club.
El 28 d'octubre de 2019, després de la destitució de Juan Carlos Unzue, va esdevenir nou tècnic del Girona FC, firmant fins a final de temporada. Va ser destituït el 30 de juny de 2020, després de 9 victòries, 8 empats i 6 derrotes en 23 partits.

## Clubs

### Com a futbolista
| Club           | País    | Any         |
| -------------- | ------- | ----------- |
| RCD Mallorca B | Espanya | 1995 - 1999 |
| RCD Mallorca   | Espanya | 1999 - 2000 |
| CD Tenerife    | Espanya | 2000 - 2003 |
| Sevilla FC     | Espanya | 2003 - 2008 |
| Reial Societat | Espanya | 2008        |
| RCD Mallorca   | Espanya | 2008 -2015  |

### Com a entrenador
| Club         | País    | Any         |
| ------------ | ------- | ----------- |
| CD Tenerife  | Espanya | 2015 - 2018 |
| RC Deportivo | Espanya | 2019        |
| Girona CF    | Espanya | 2019 - 2020 |

## Palmarès

### Títols estatals
| Títol               | Club       | País    | Any  |
| ------------------- | ---------- | ------- | ---- |
| Copa del Rei        | Sevilla FC | Espanya | 2007 |
| Supercopa d'Espanya | Sevilla FC | Espanya | 2007 |

### Títols internacionals
| Títol              | Equip      | País    | Any  |
| ------------------ | ---------- | ------- | ---- |
| Copa de la UEFA    | Sevilla FC | Espanya | 2006 |
| Supercopa d'Europa | Sevilla FC | Espanya | 2006 |
| Copa de la UEFA    | Sevilla FC | Espanya | 2007 |